# Клоостріметса
Клоостріметса (ест. Kloostrimetsa) — мікрорайон району Піріта Таллінна, столиці Естонії.

## Назва
Клоостріметса з естонської перекладається як «Монастирський ліс». Свою назву район отримав від того, що його більшу частину покриває парковий ліс, який починається від Монастиря Святої Бірґітти.

## Опис Клоостріметса
Клоостріметса вважається одним з найпрестижніших районів Таллінна, зокрема тому, що тут відсутні великі виробничі об'єкти та переважають приватні будинки. Переважна більшість будинків Клоостріметса — це красиві «білі» вілли побудовані в сучасному функціональному стилі, а також аналогічного стилю рядні будинки, побудовані по сусідству.
Схема планування мікрорайону відкрита, але з метою безпеки та обмеження транспортного потоку, усі вулиці закінчуються тупиками. Усі вулиці мікрорайону носять назви рослин або тварин.
З 1920 по 1940 рік у Клоостріметса знаходився хутір президента Естонської Республіки Костянтина Пятс.

## Пам'ятки
У Клоостріметса знаходиться Талліннська телевежа, Талліннський ботанічний сад, цвинтар Метсакальмісту, лісопарки Клоостріметса та Віімсі.

## Населення
Населення Клоостріметса становить 76 осіб, станом на 1 січня 2017.
| 2008 | 2011 | 2012 | 2013 | 2014 | 2015 | 2016 | 2017 |
| 82   | ↘ 79 | ↗ 81 | ↘ 79 | ↗ 80 | ↗ 84 | ↘ 83 | ↘ 76 |

## Транспорт
Клоостріметса має транспортне сполучення з центром міста, уздовж вул. Клоостріметса ходять автобуси та машрутние таксі.

## Світлини

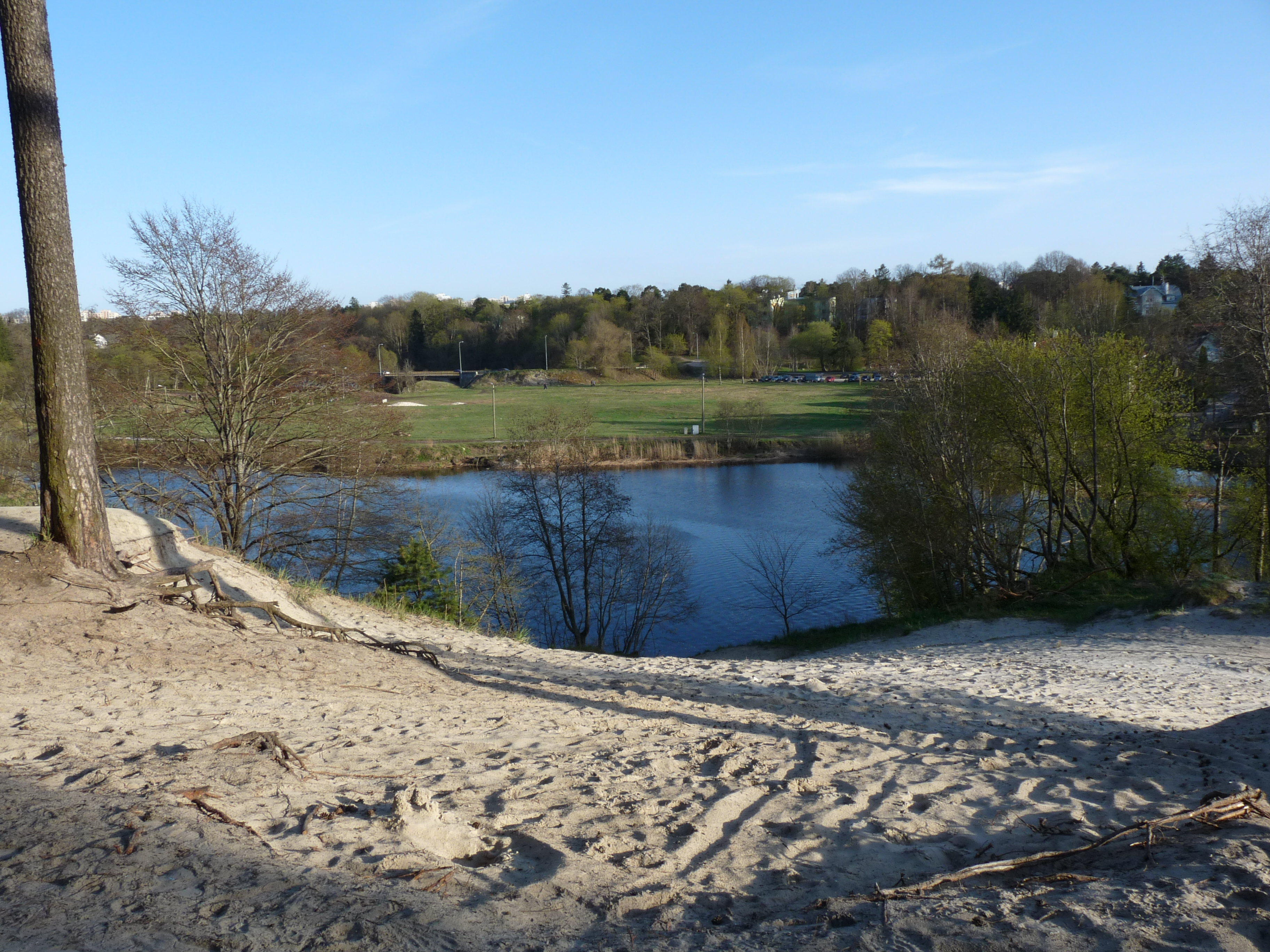
Річка Піріта
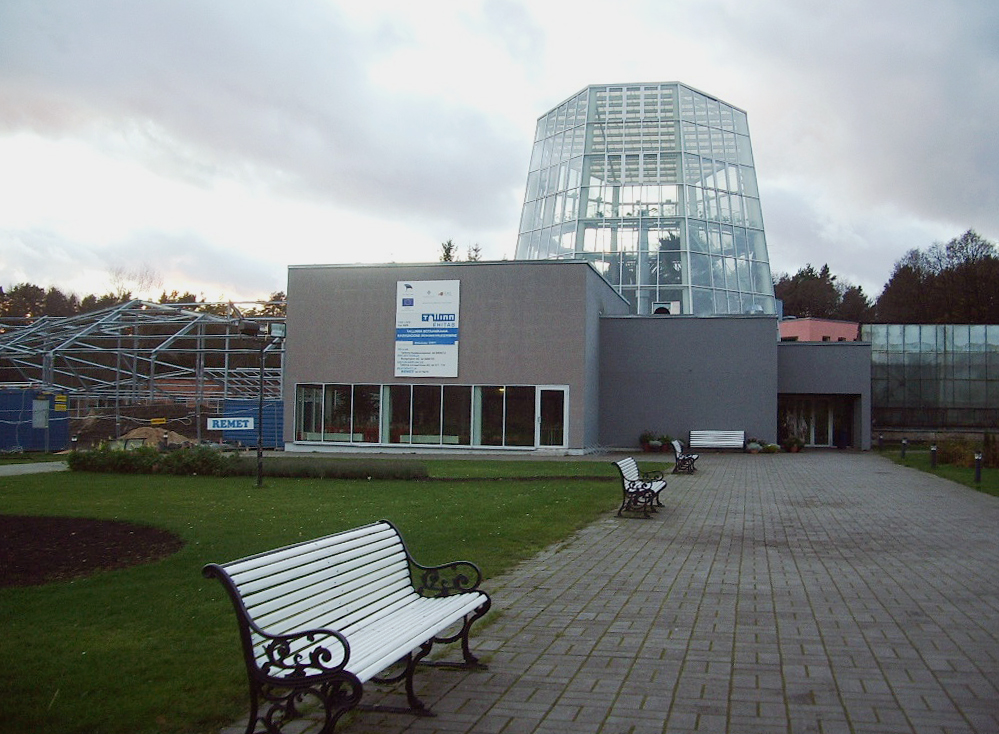
Головна будівля Талліннського ботанічного саду
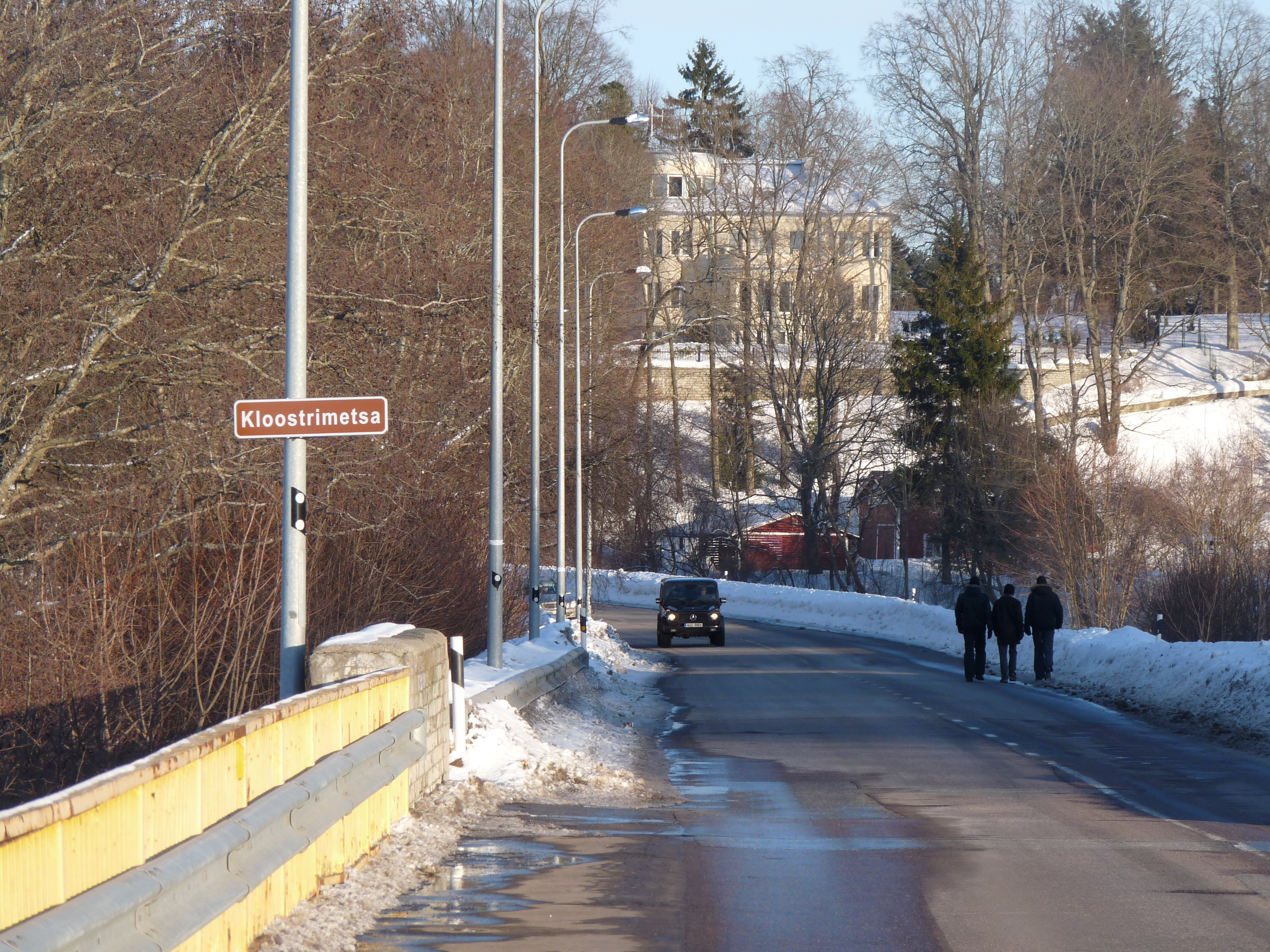
Вулиця мікрорайону
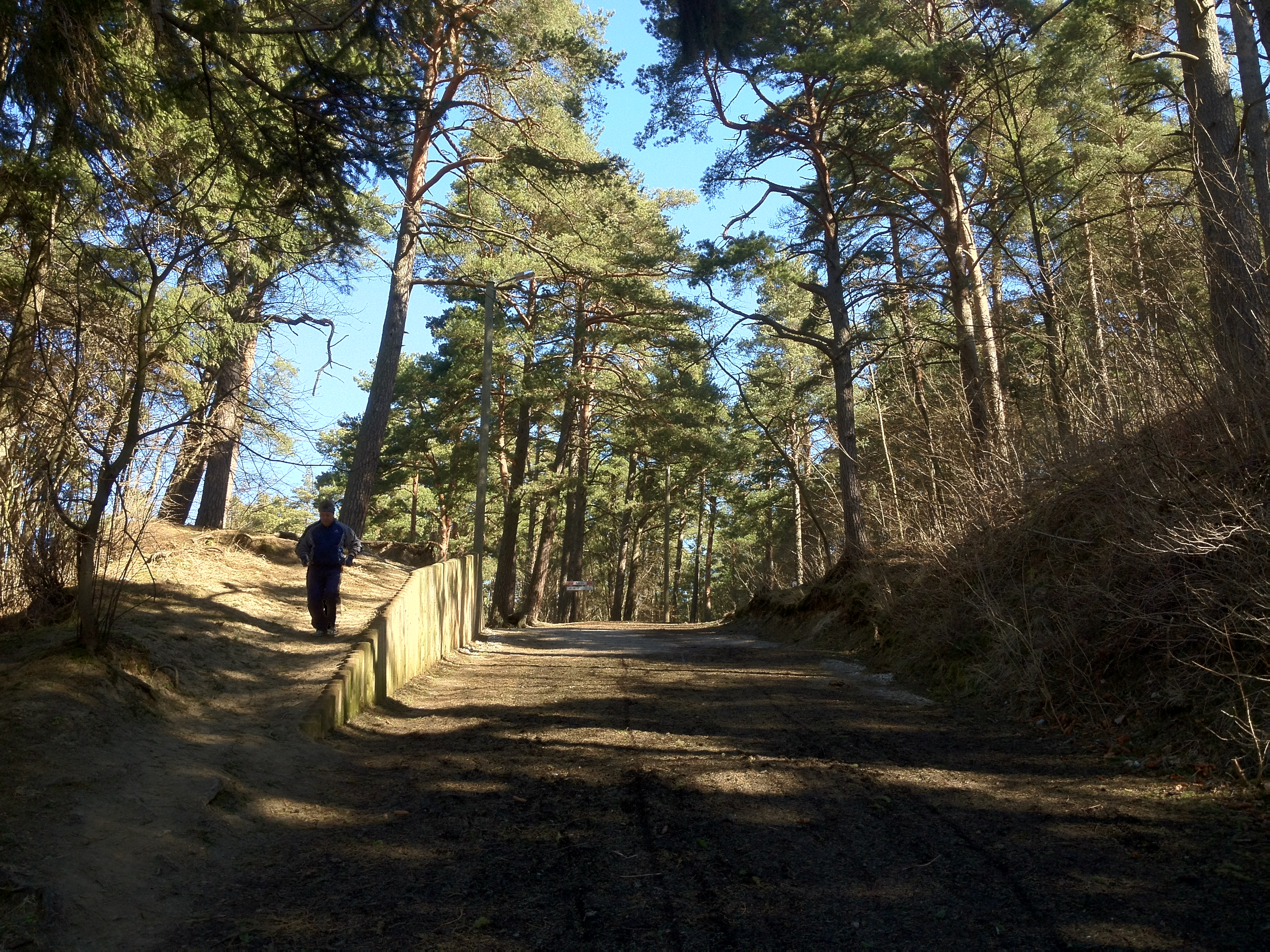